# ابن عرس أصفر البطن
ابن عرس أصفر البطن (الاسم العلمي:Mustela kathiah) (بالإنجليزية: Yellow-bellied Weasel)‏ هو نوع من الحيوانات يتبع جنس ابن عرس من فصيلة العرسيات.